# Any litúrgic
L'església catòlica celebra l'obra salvadora del Senyor en dies determinats al llarg de l'any. L'any litúrgic representa la celebració actualitzada de les etapes més important d'aquest pla salvador. Cada setmana, el diumenge, commemora la seva resurrecció, i una vegada cada any la celebra especialment, juntament amb la seva passió, en la màxima solemnitat de la Pasqua. La Pasqua és la més important de les festes cristianes; des de l'any 325 se celebra el diumenge següent a la lluna plena (14 del mes hebreu de nissan) després de l'equinocci de primavera, i a partir d'aquesta data s'organitza el calendari de l'any litúrgic.
L'any litúrgic s'inicia el primer diumenge d'Advent que s'escau normalment a finals del mes de novembre o a principis de desembre i acaba la setmana 34 del Temps Ordinari. Es fonamenta en dos ritmes que es completen entre si:
- Propi del Temps: que segueix els Misteris de Crist: Advent, Nadal, Quaresma, Pasqua i Temps Ordinari.
- Propi dels Sants: que recull les celebracions fixes en el calendari de la Mare de Déu i els Sants.

El denominador comú de tots dos és la celebració del Misteri de Crist.
- Advent: 4 setmanes. Ornaments morats.
- Nadal: des de la nit del 24 de desembre fins a la festivitat del Baptisme del Senyor. Ornaments blancs.
- Quaresma: des del dimecres de Cendra al dijous Sant al matí. Ornaments morats, excepte el diumenge de Rams, que són vermells.
- Pasqua:
  - Tridu pasqual: 
    - Dijous Sant. Ornaments blancs.
    - Divendres Sant. Ornaments vermells.
    - Dissabte Sant. Ornaments vermells (per a la litúrgia de les Hores)
    - Diumenge de Pasqua: Vetlla Pascual i diumenge de Pasqua. Ornaments blancs.

  - Cinquantena Pasqual: des del diumenge de Pasqua (ornaments blancs), fins al diumenge de Pasqua de Pentecosta (ornaments vermells).
- Temps Ordinari: 33 o 34 setmanes que acaben en el Diumenge de Crist Rei. Ornaments verds.

L'església catòlica ha establert tres cicles litúrgics, A, B i C que se succeeixen repetidament i que permeten que es pugui llegir la major part de la Sagrada Escriptura. El primer diumenge d'Advent, inici de cada nou any litúrgic, s'inicia també un nou cicle.